# Allium hintoniorum
Allium hintoniorum — вид трав'янистих рослин родини амарилісові (Amaryllidaceae), ендемік штату Нуево-Леон, Мексика.

## Поширення
Ендемік штату Нуево-Леон, Мексика.